# Só Alegria
Só Alegria é o oitavo álbum de estúdio da dupla sertaneja brasileira Rionegro & Solimões. Foi lançado em 18 de abril de 2001 pela Universal Music. Teve como sucessos as canções "Só Alegria", "Lenha" (regravação de Zeca Baleiro), "Vivendo Abandonado", Solidão e Saudade" e "Tá Mentindo". O álbum chegou a marca de 100 mil cópias vendidas e conquistou o disco de ouro.

## Faixas
| N.º            | Título                      | Compositor(es)                              | Duração |  |
| 1.             | "Coração, Chora de Saudade" | Domiciano / Rionegro / Solimões             | 4:18    |  |
| 2.             | "Balança, Mas Não Cai"      | Domiciano / Pinocchio                       | 3:19    |  |
| 3.             | "Solidão e Saudade"         | Oripinho Cancioneiro / Toninho Mesquita     | 3:10    |  |
| 4.             | "Só Alegria"                | Rionegro / Solimões                         | 3:23    |  |
| 5.             | "Virou Paixão"              | Rionegro / Domiciano                        | 2:46    |  |
| 6.             | "Vivendo Abandonado"        | Toninho Mesquita / Rionegro                 | 3:20    |  |
| 7.             | "Te Dou o Mundo"            | Toninho Mesquita                            | 3:48    |  |
| 8.             | "Tá Mentindo"               | Pinocchio                                   | 3:39    |  |
| 9.             | "Lenha"                     | Zeca Baleiro                                | 3:39    |  |
| 10.            | "Deixa a Paixão Te Levar"   | Rick / Rionegro / Alexandre                 | 3:41    |  |
| 11.            | "Fui Eu (Tall Tall Tress)"  | George Jones / Roger Miller / Vrs. Rionegro | 2:27    |  |
| 12.            | "É Amor, É Paixão"          | Pinocchio                                   | 2:52    |  |
| 13.            | "Lágrimas Geladas"          | Zé Henrique                                 | 3:17    |  |
| 14.            | "Bobeou, Tá Na Poeira"      | Domiciano / Rionegro                        | 2:48    |  |
| 15.            | "Palmas Pro Amor"           | Pinocchio                                   | 3:10    |  |
| Duração total: | Duração total:              | Duração total:                              | 50:09   |  |

## Certificações
| Brasil - ABPD                             | Ouro | 2007 | 100.000* |
| *número de vendas baseado na certificação |      |      |          |